# Blountsville (Alabama)
Pour les articles homonymes, voir Blountsville.
Blountsville est une ville du comté de Blount, en Alabama, aux États-Unis,.
La ville est initialement baptisée Bear Meat Cabin. Il s'agit de la traduction du nom d'un indien des Cherokees, qui s'appelait Wassausey. En décembre 1820, Blountsville devient le siège du comté de Blount, nouvellement créé, jusqu'en 1899, quand le siège devient Oneonta. Le bureau postal est créé en tant que Blountsville, le 20 octobre 1825. La ville est incorporée le 13 décembre 1827.

## Démographie
| 1880 | 1890 | 1900 | 1910 | 1920 | 1930 | 1940 | 1950 |
| ---- | ---- | ---- | ---- | ---- | ---- | ---- | ---- |
| 222  | 288  | -    | 287  | 427  | 468  | 576  | 695  |

| 1960 | 1970  | 1980  | 1990  | 2000  | 2010  | - | - |
| ---- | ----- | ----- | ----- | ----- | ----- | - | - |
| 672  | 1 254 | 1 509 | 1 527 | 1 768 | 1 684 | - | - |

## Source de la traduction
- (en) Cet article est partiellement ou en totalité issu de l’article de Wikipédia en anglais intitulé « Blountsville, Alabama » (voir la liste des auteurs).